# F1 2009 (joc video)
F1 2009 este un joc video bazat pe sezonul 2009 al seriei de curse auto de Formula 1. A fost lansat pe Wii și PlayStation Portable în 2009 pe 16 noiembrie în America de Nord, 19 noiembrie în regiunea PAL și 20 noiembrie în Regatul Unit. Jocul a fost lansat și pe iOS pe 14 decembrie pentru 6,99 GBP. Versiunea de PlayStation Portable a fost disponibilă și ca descărcare din PlayStation Store din 16 noiembrie.
Acesta este primul joc din seria de jocuri video F1 a Codemasters de la achiziționarea drepturilor de licență pentru jocurile video de Formula 1 în 2008, cu toate introducerile ulterioare bazate pe sezoane de F1 lansate anual pe console non-Nintendo și pe computer. În cele din urmă, a devenit singurul joc F1 care a fost disponibil pe Wii și unul dintre cele două jocuri F1 pe care Codemasters le-a lansat pentru o consolă Nintendo, celălalt fiind spin-off-ul, F1 Race Stars, pentru Wii U.

## Dezvoltare și caracteristici
F1 2009 marchează pentru prima dată de la F1 Challenge '99–'02 creat de Electronic Arts când un joc de Formula 1 a fost lansat pe mai multe platforme. Sony deținea anterior drepturile pentru F1 și a lansat jocuri doar pe propriile console: PlayStation 2, PlayStation Portable și PlayStation 3. Motorul jocului se bazează pe Ego Engine pe care Codemasters l-a folosit în jocurile de curse anterioare Dirt, Race Driver: Grid și Dirt 2. Codemasters a lansat pachete limitate de F1 2009 cu roți în stil Formula 1; telecomanda Wii se încadrează în aceasta. Pe lângă faptul că acceptă direcția controlată prin mișcare și periferice ale volanului, cum ar fi volanul Wii standard, versiunea Wii acceptă și direcția analogică fie prin Nunchuk, fie prin controlerul clasic.
F1 2009 include toate circuitele care sunt în calendarul 2009, inclusiv Circuitul Marina Bay pentru curse nocturne și noul Circuit Yas Marina. Jocul prezintă doar cei 20 de piloți care au început sezonul de Formula 1 din 2009 și nu include modificările de piloți care au fost făcute în timpul sezonului. Jocul prezintă anvelope slick, precum și conceptul KERS nou introdus, care funcționează ca un turbo boost, deși jocul are caracteristica pe toate mașinile, nu doar pe cele câteva care l-au folosit de fapt în seria de curse cu motor.  Există mai multe moduri de joc diferite: Cursă Rapidă, în care jucătorii pot alege dintr-o multitudine de opțiuni, de la pilot și pistă până la daune și vreme, Time Trial, în care jucătorii concurează pentru a stabili cel mai rapid tur posibil prin reglarea setărilor mașinii, un joc pentru doi jucători prin modul ecran divizat pe Wii și opțiunea multiplayer wireless pe PSP pentru până la patru jucători. Jocul oferă, de asemenea, opțiunile de a juca un sezon întreg de campionat sau de a participa la un weekend de Mare Premiu. Include posibilitatea de a participa la toate antrenamentele, calificările și cursa.   Este inclus și un mod carieră, care implică trei sezoane ale Campionatului Mondial de Formula 1.  Jocul oferă setări tehnice pe care jucătorul le poate modifica dacă dorește, inclusiv aerodinamica, echilibrul mașinii, setările treptelor de viteză și setările suspensiei, geometria roților, compusul și presiunea anvelopelor, ratele arcurilor suspensiei, rapoartele individuale de transmisie, înălțimea și ajustările aripilor. Sunt incluse și aproximativ 70 de provocări mai mici stil mini-joc în „Modul Provocare”. 

## Recepție
F1 2009 a primit recenzii în general mixte de la criticii de jocuri, atât pentru versiunile Wii, cât și pentru PlayStation Portable. Grafica jocului a fost puternic criticată de către recenzenți: IGN a spus că texturile erau „întunecate” iar modelele „cu jumătate de inimă”, în timp ce revista oficială Nintendo a spus că „vizual este o cină pentru câine”. GameZone a continuat tema, spunând că „grafica... este super simplă și adesea urâtă”, și comentând, de asemenea, că jocul „pare că ar fi trebuit să fie lansat pentru PSone”. GameSpot a spus că fizica „nu a fost de până la zero”, comentând, de asemenea, că „mașina ta va sări de pereți și alte vehicule fără a ține seama de ceea ce s-ar întâmpla în lumea reală”. Inteligența artificială a fost evidențiată drept un eșec al jocului, IGN numind-o „dezamăgitoare”, în timp ce Eurogamer a spus că mașinile controlate de computer au urmat linia de curse „prea rigid”, comentând că „par la fel de probabil să se lovească de cutia dvs. de viteze în timp ce încearcă să te depășească”. Faptul că jocul conținea doar cei 20 de piloți care au început sezonul de Formula 1 2009 și nu a ținut cont de schimbările de piloți care au avut loc în timpul sezonului, a fost o altă plângere. Sunetul a fost, de asemenea, criticat, GameSpot numindu-l „uniform sărac”.